# Madonna cucitrice
Madonna cucitrice, conosciuto anche come Madonna col Bambino e san Giovannino, è un dipinto del pittore veronese Giovan Francesco Caroto conservato presso la Galleria Estense di Modena. Firmata e datata "J Franciscus Charotus MCCCCCI" è la prima opera, in senso cronologico, conosciuta del Caroto. L'opera trae, in particolare per la figura della vergine, una chiara ispirazione da Andrea Mantegna che, pare, abbia frequentato anch'egli la bottega di Liberale da Verona (maestro di Giovan Francesco) durante una sua permanenza a Verona.
Della Madonna cucitrice esiste anche una seconda versione, collocata alle Gallerie dell'Accademia di Venezia, probabilmente dipinta diversi anni dopo, viste le contaminazioni del Lotto e del Previtali che vi si riscontrano.